# Chiprac
Chiprac es un sitio arqueológico situado en el distrito de San Miguel de Acos de la provincia de Huaral del departamento de Lima, en Perú. Pertenece a la cultura de los Atavillos y data del periodo Intermedio Tardío, de 900 a 1400 d. C.

## Ubicación
Está situado en las tierras altas de las comunidades campesinas de San Juan de Uchucuánico y Huascoy, en la sierra limeña, a más de 3500 m s. n. m., en la margen izquierda del río Chancay, y en las faldas de un contrafuerte que se desprende de un nevado denominado Mango Cápac.
Se halla a 80 km del centro de la ciudad de Huaral y es vecina de Rúpac, el otro sitio arqueológico de la cultura de los Atavillos. Desde Lima se llega por la ruta Lima-Huaral, y desde esta ciudad en una movilidad de alquiler hacia la comunidad de San Juan de Uchucuánico.

## Cronología
Intermedio Tardío: 900 a 1400 d. C. Periodo de la formación de reinos o señoríos en el mundo andino, posterior a la decadencia wari y anterior a la expansión incaica.

## Estudios
Uno de los primeros en estudiar el sitio fue el arqueólogo Pedro Villar Córdova, que clasificó sus edificios tres grupos, de carácter militar, religioso y comunal, respectivamente. Vio en las construcciones principales la influencia de Tiahuanaco, aunque reconoció en las más recientes el estilo incaico.
Posteriormente ha sido estudiado por el ingeniero Enrique Pareja Ferreyros, desde los años 1990. Se ha determinado que pertenece a la cultura de los Atavillos, cuyo origen estaría en la expansión wari-tiahuanaco, tornándose luego en uno de los reinos o señoríos del llamado Intermedio Tardío, que precede a la época incaica. Chiprac pudo haber sido la capital de ese reino o señorío, por su carácter de fortaleza inaccesible. Otros sitios de esta cultura son Rúpac, Añay, Huascoy y Corcopa.

## Descripción
Se trata de una importante ciudad preinca, cuyas ruinas se extienden en la cima de unas colinas escarpadas, sobre un área de dos kilómetros de largo por 500 metros en su parte más ancha. Las construcciones o cullpis se hallan en buen estado de conservación.
Está conformado por edificios hechos de piedra tallada, con argamasa de barro, de dos a tres niveles o pisos, que llegan a medir hasta diez metros de altura. Son de base rectangular. Los techos son abovedados sostenidos por lajas de piedra. Una técnica destacable es el uso de una piedra madre en el cimiento, lo que permite soportar el peso del edificio. El conjunto, defendido por un muro de piedra de dos metros de espesor, tiene pórticos de acceso. En el interior se halla decorado con hornacinas.
Villar Córdova dividió los edificios en tres grupos: militar, religioso y comunal. Los mejores edificios corresponden a los dos primeros grupos.
- El conjunto militar lo conforman un edificio o palacio de tres pisos (al cual se ingresa por una pequeña entrada abierta en el piso inferior); y dos fortines o pucaras.
- El conjunto religioso lo conforman un templo con el altar de los sacrificios, chullpas funerarias de base rectangular y circular, y cavernas para enterramientos.
- El barrio comunal, está conformado por tres sectores claramente diferenciados, entre los cuales se hallan grandes plazas o cusipatas.